# Hetaerica
Hetaerica là một chi nhện trong họ Zodariidae.

## Các loài
Các loài trong chi này gồm:
- Hetaerica harveyi Raven & Baehr, 2000[3]
- Hetaerica scenica (L. Koch, 1872)[4] *